# Mount Quandary
Mount Quandary (englisch für Dilemmaberg) ist ein 1050 m hoher Berg im Grahamland auf der Antarktischen Halbinsel. Er ragt 19 km nordwestlich des Shiver Point auf der Ostseite und nahe dem Kopfende des Hektoria-Gletschers auf.
Der Falkland Islands Dependencies Survey nahm 1955 Vermessungen vor. Bei der ersten Sichtung war unklar, ob es sich um eine Erhebung des zentralen Plateaus im Grahamland handelte oder einen abgelegenen Berggipfel im Hektoria-Gletscher. Dies führte zu seiner Benennung.